# Belenois java
Belenois java är en fjärilsart som först beskrevs av Anders Sparrman 1768.  Belenois java ingår i släktet Belenois och familjen vitfjärilar. Inga underarter finns listade i Catalogue of Life.

## Bildgalleri

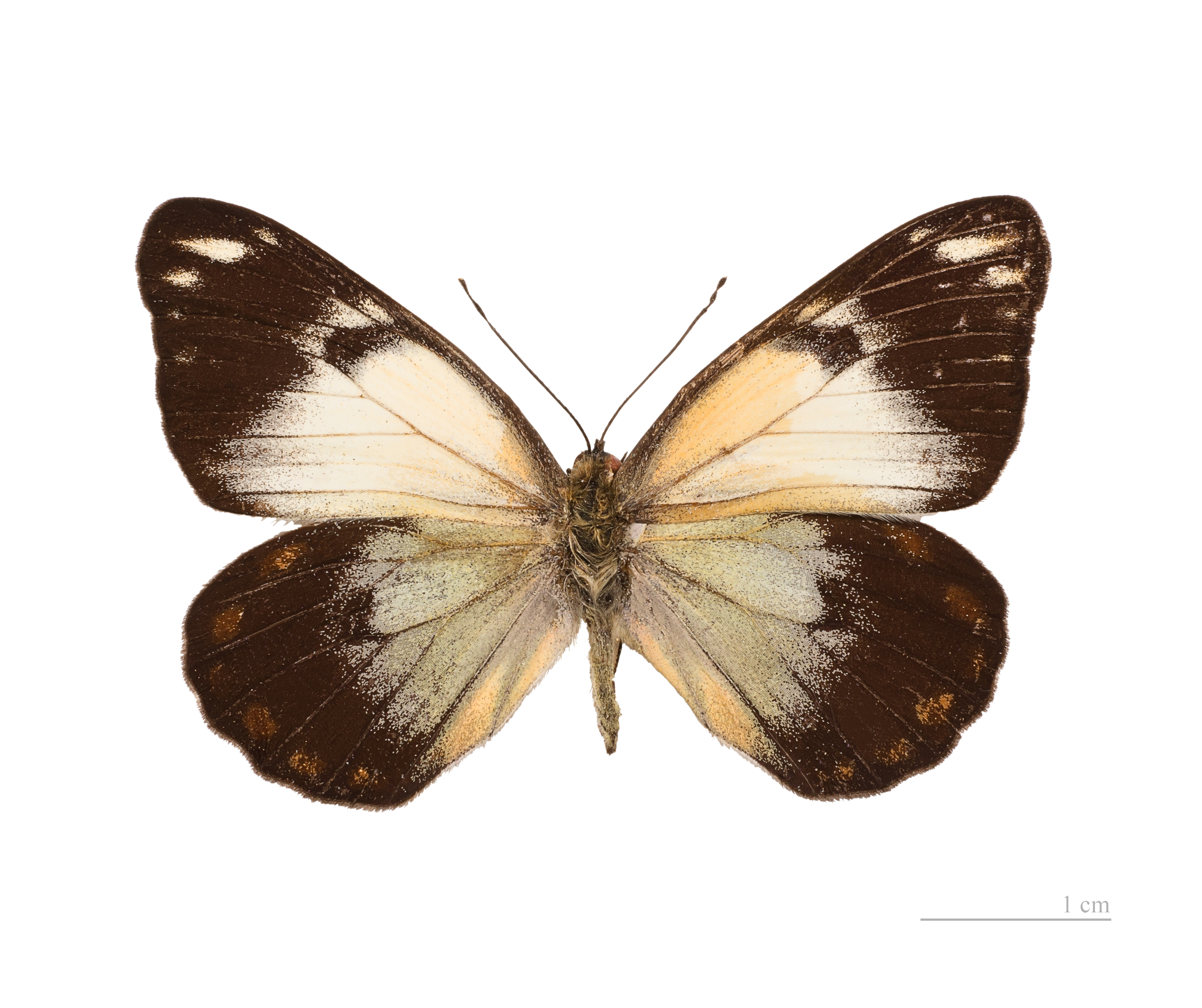
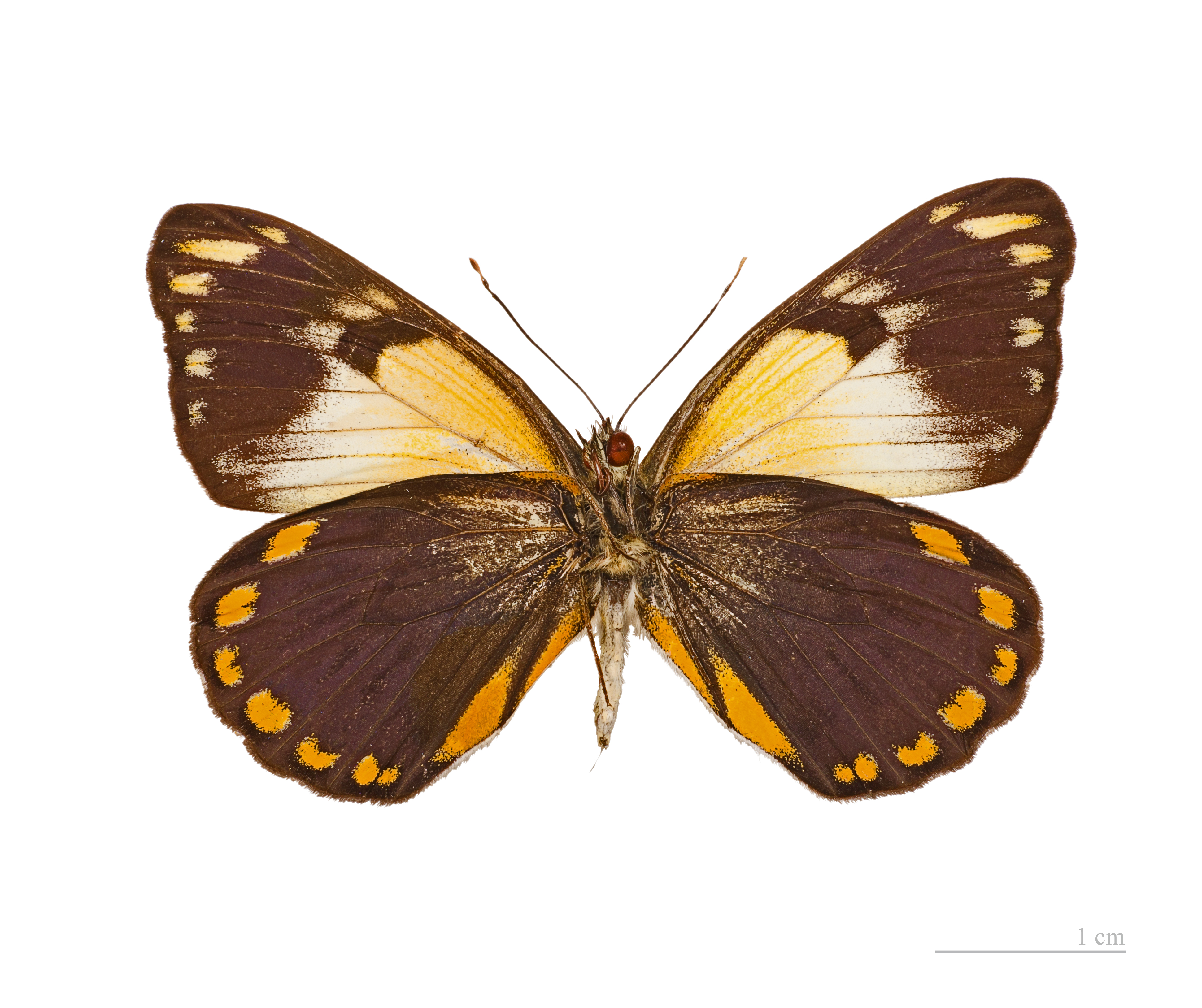
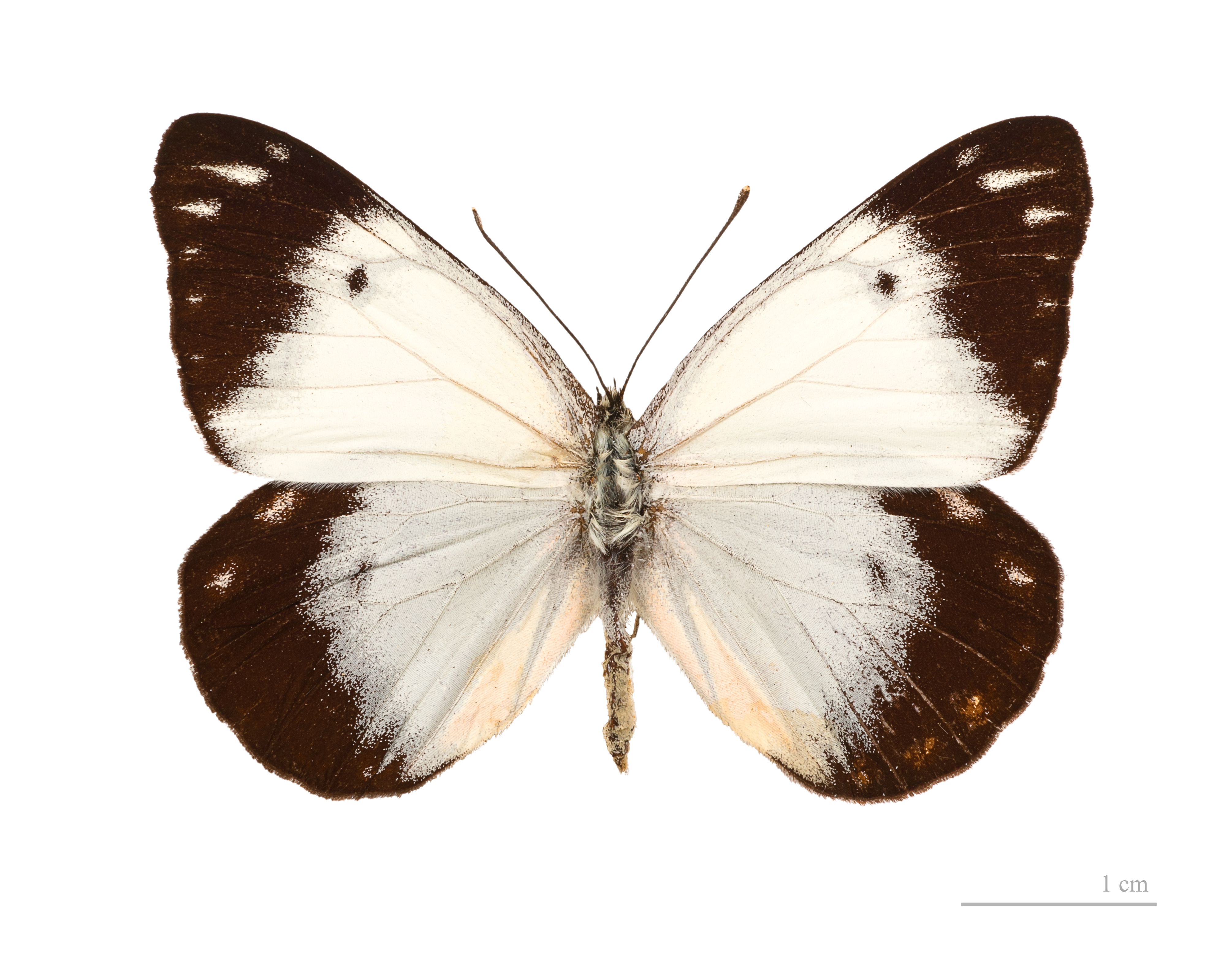
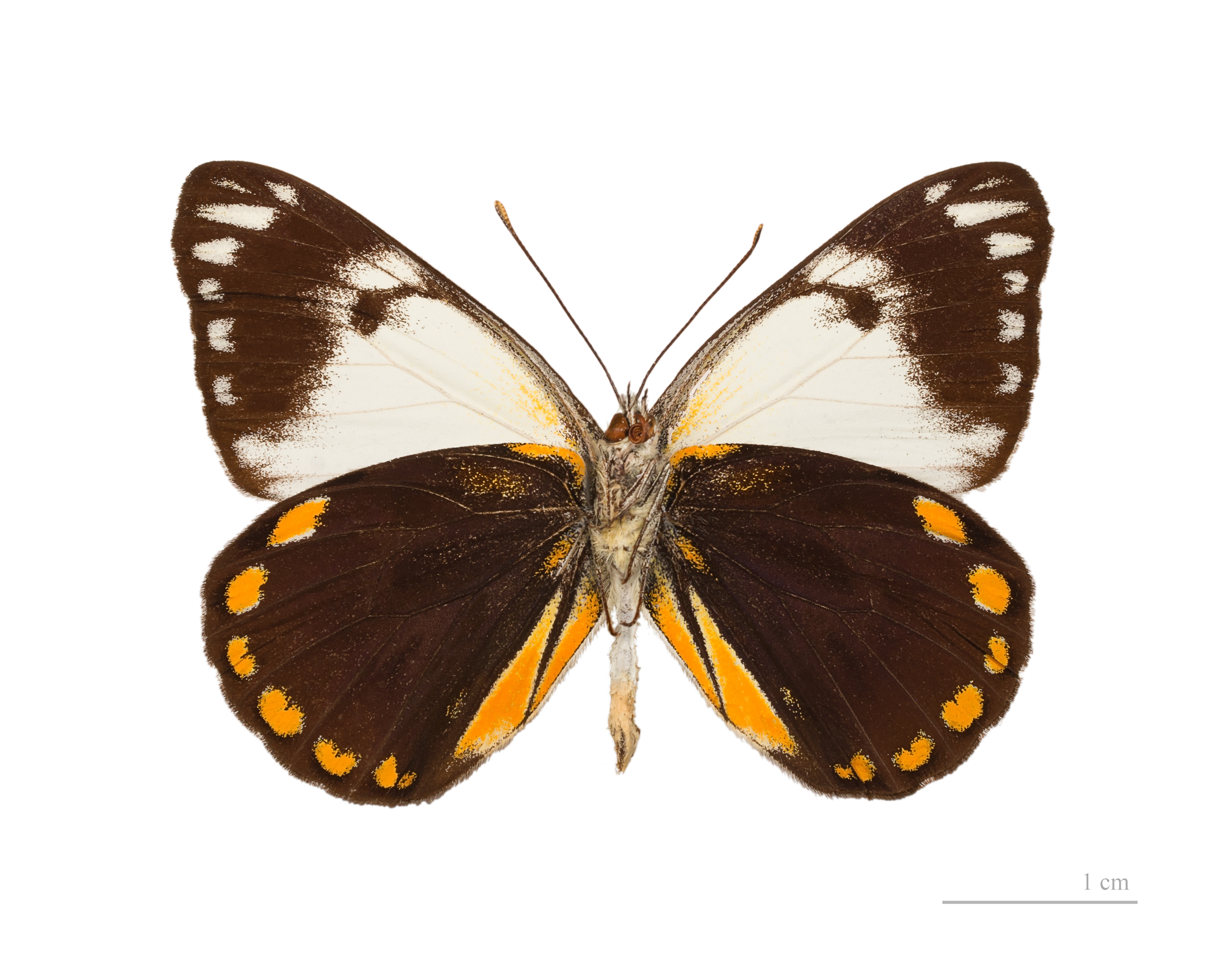
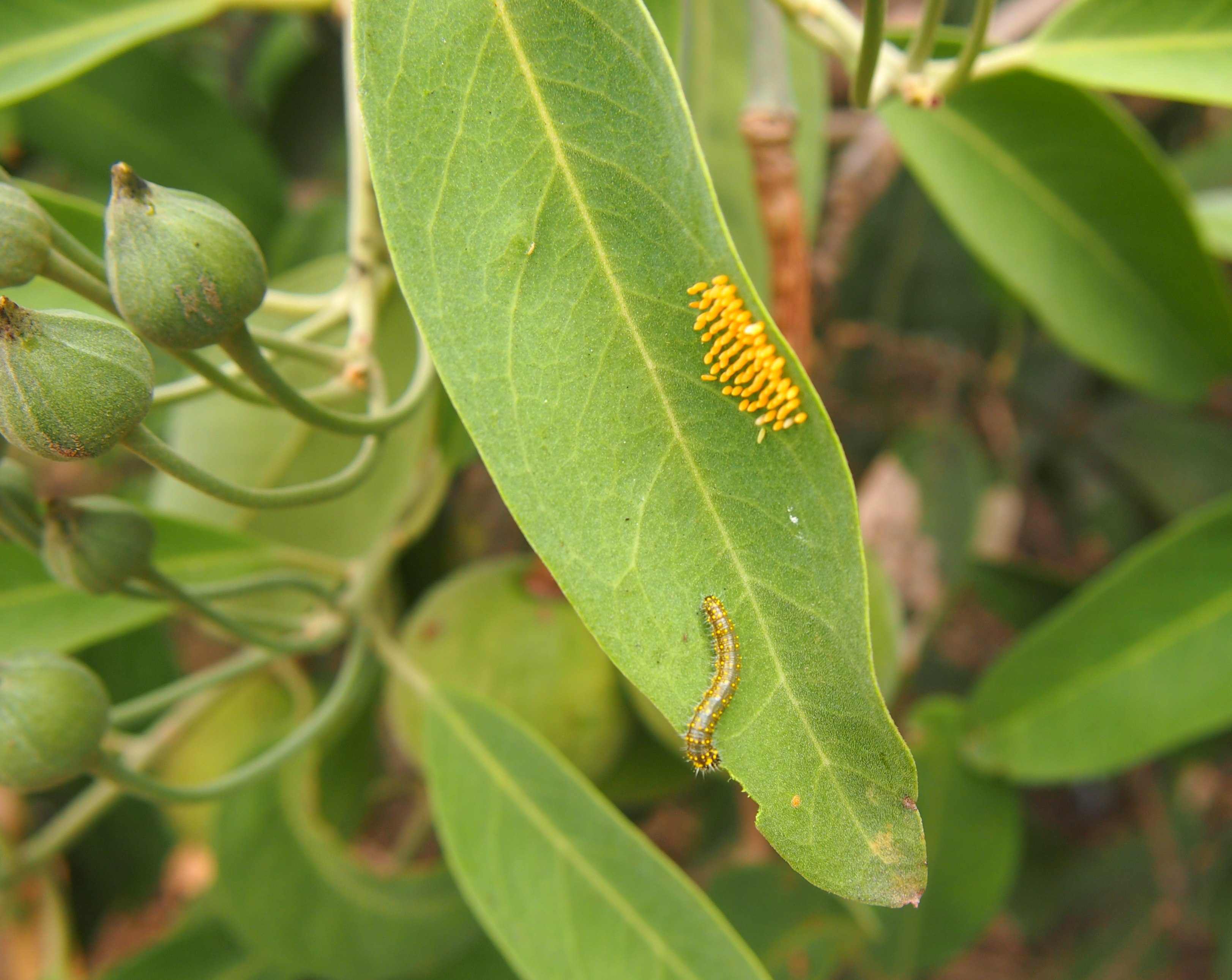